# Nécropole nationale de Lihons
La nécropole nationale de Lihons est un cimetière militaire français de la Grande Guerre situé sur le territoire de la commune de Lihons, dans le département de la Somme.

## Historique
En 1914, après la Bataille de la Marne, les troupes françaises s'étaient emparées du village et l'avaient âprement défendu lors de la Course à la mer.
En 1915, un petit cimetière fut édifié ici par les soldats français. Cependant, la plus grande partie des corps inhumés dans cette nécropole sont ceux d'hommes tombés au cours des combats de la Bataille de la Somme (1er juillet-18 novembre 1916).
En mars 1917, le secteur passa sous contrôle britannique et le resta jusqu'à la Bataille du Kaiser, l'offensive allemande du printemps 1918. Le village en ruines et le cimetière tombèrent sous contrôle des Allemands. Ils furent repris au cours de la contre-offensive alliée (Offensive des Cent-Jours) menée dans le Santerre à partir du 8 août 1918.
En 1919, on regroupa dans cette nécropole des tombes provenant d'autres cimetières : Framerville-Rainecourt, Herleville, Foucaucourt-en-Santerre, Harbonnières, Assevillers, Belloy-en-Santerre, Cayeux-en-Santerre, Le Quesnel et Fontaine-lès-Cappy.
En 1935-1936, on a inhumé dans la nécropole nationale de Lihons des dépouilles de soldats français exhumés de carrés militaires de cimetières communaux du département de la Somme.

## Caractéristiques

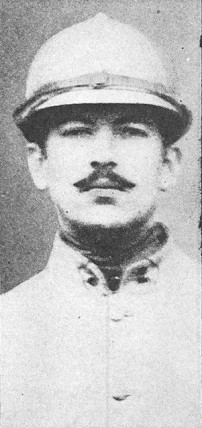
Alan Seeger

Le cimetière militaire est situé au bord de la D 337, entre Harbonnières et Lihons. Sur une superficie de 2,5 ha, la nécropole contient 6 587 corps dont 4 949 en tombes individuelles et 1 638 en quatre ossuaires. 6 581 des soldats inhumés étaient français et 6 britanniques.
Parmi les corps inhumés dans l'un des ossuaires, vraisemblablement, se trouve celui d'Alan Seeger, jeune poète américain, engagé volontaire dans la Légion étrangère, tué le 4 juillet 1916, à Belloy-en-Santerre. Inhumé, en premier lieu, dans le petit cimetière de Belloy, sa tombe fut détruite au cours de bombardements ultérieurs et son corps n'a jamais pu être ensuite identifié avec certitude.
En 1988, d'importants travaux de réfection y ont été entrepris.

## Pour approfondir